# برنی بریلستین
برنی بریلستین (انگلیسی: Bernie Brillstein؛ ۲۶ آوریل ۱۹۳۱ – ۷ اوت ۲۰۰۸ (aged ۷۷)) یک تهیه‌کننده اهل ایالات متحده آمریکا بود.
وی تهیه‌کننده فیلم برادران بلوز بوده است.